# 塚口車站 (阪急)
塚口站（日语：／ Tsukaguchi eki */?）是位於兵庫縣尼崎市塚口本町，屬於阪急電鐵的車站，神戶本線和伊丹線可在此站轉乘，而本站也是伊丹線的始發站。車站編號為HK-06。
除了特急之外的列車皆會停靠本站，尤其是平日通勤時間的列車班次很多。至於通勤急行列車，本站以西的車站各站皆停。

## 歷史
- 1920年（大正9年）7月16日 -隨阪神急行電鐵（當時的社名）神戶線及伊丹線開通而開始營運[3]。
- 1987年（昭和62年）12月14日 - 快速急行列車開始停靠本站。
- 1995年（平成7年）6月12日 - 通勤特急和通勤急行列車開始停靠本站。
- 2013年（平成25年）12月21日 - 導入車站編號[4][5]。

## 車站構造
側式月台1面1線和島式月台1面2線、合計2面3線的地上車站。
北側2、3號線為島式月台，神戶本線使用1、2號線，而伊丹線使用3號線。伊丹線在本站為單線鐵路。
各月台間有地下道連通，車站南北兩方都有驗票口。

### 月台配置
| 月台 | 路線     | 方向 | 目的地                        |
| ---- | -------- | ---- | ----------------------------- |
| 1    | 神戶本線 | 下行 | 往 西宮北口、神戶三宮、新開地 |
| 2    | 神戶本線 | 上行 | 往 大阪梅田                   |
| 3    | 伊丹線   | -    | 往 伊丹                       |

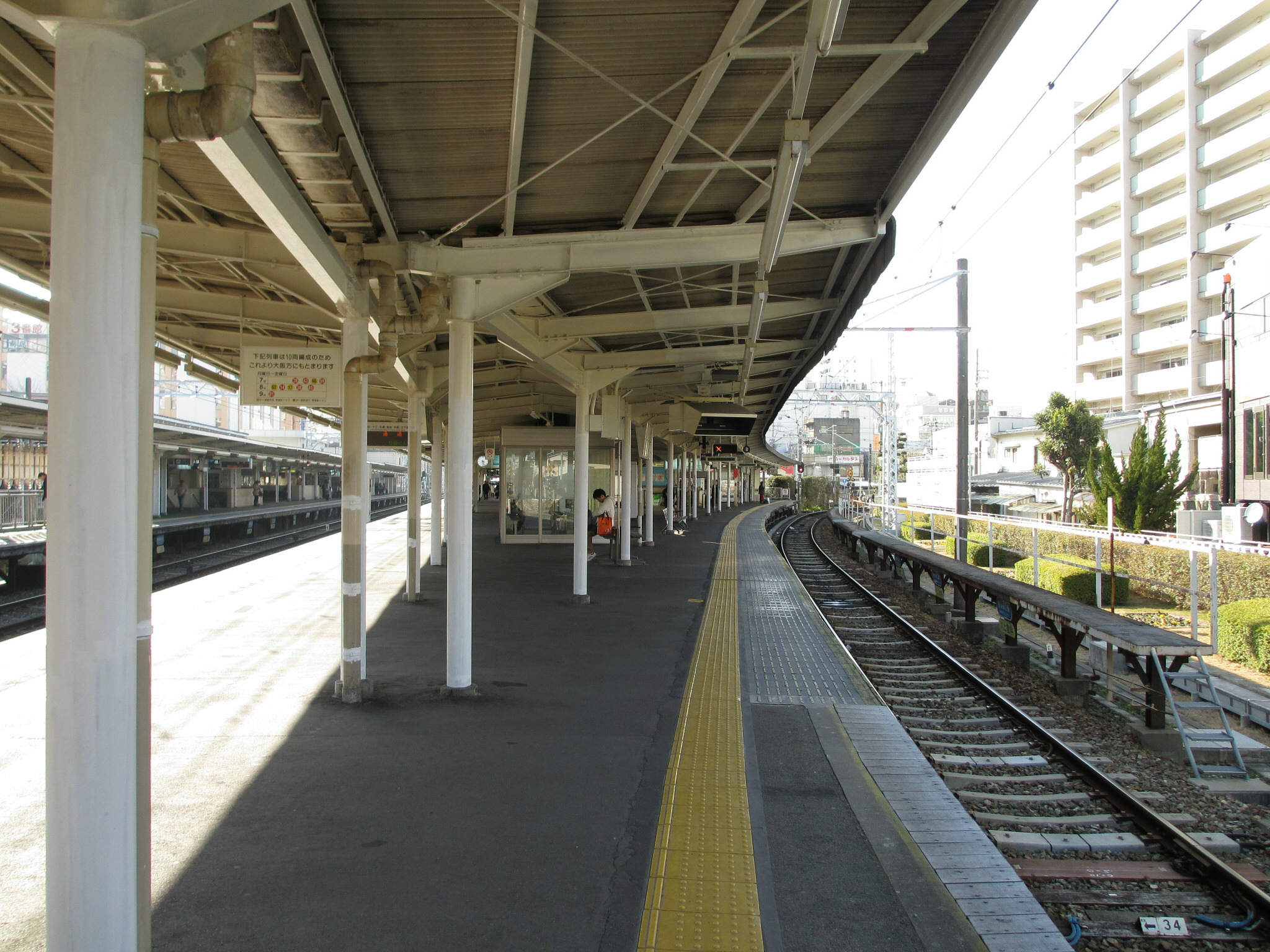
車站月台
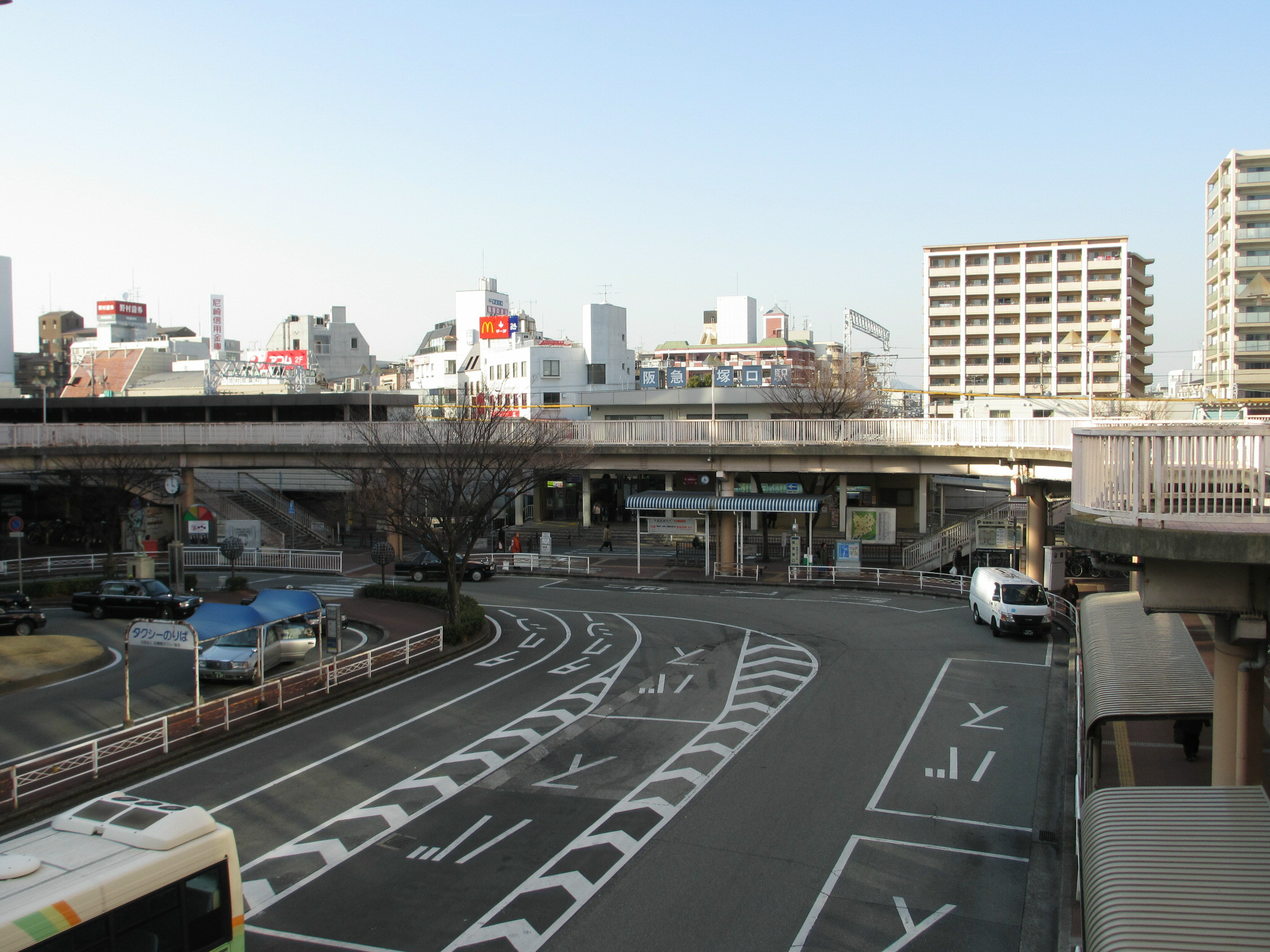
公車轉運站
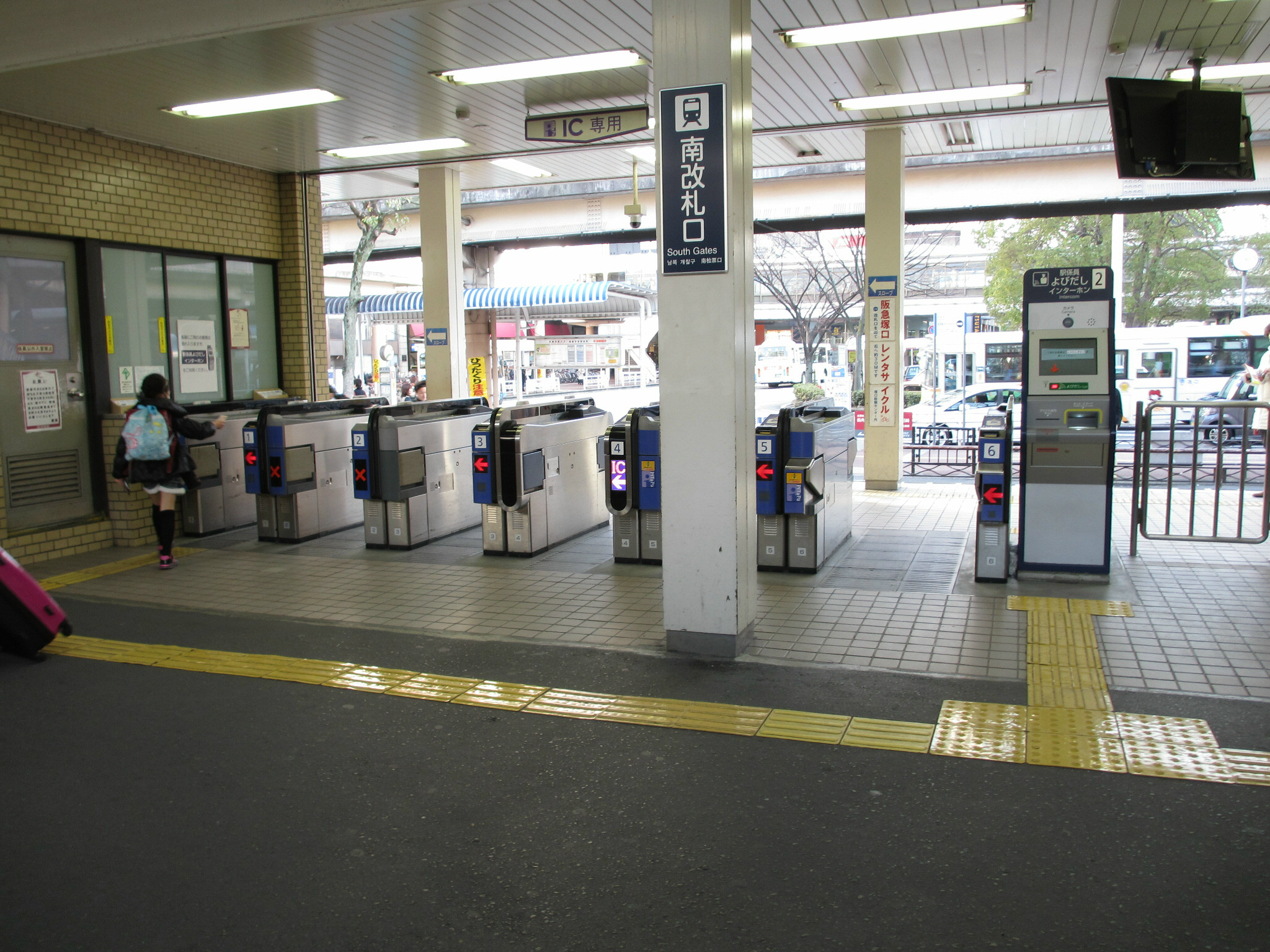
南驗票口

## 使用狀況
2021年（令和3年）全年平均上下車人次為36,466人。在阪急電鐵全線的車站中排名第12。
近年的1日平均上下車人次如下表。
| 年次               | 1日平均 上下車人次 | 1日平均 上車人次 | 出處   |
| ------------------ | ------------------ | ---------------- | ------ |
| 2000年（平成12年） | 70,248             | 35,028           | [ 7 ]  |
| 2001年（平成13年） | 68,802             | 34,605           | [ 7 ]  |
| 2002年（平成14年） | 65,303             | 32,931           | [ 7 ]  |
| 2003年（平成15年） | 65,105             | 32,962           | [ 7 ]  |
| 2004年（平成16年） | 63,888             | 32,346           | [ 7 ]  |
| 2005年（平成17年） | 62,435             | 31,442           | [ 7 ]  |
| 2006年（平成18年） | 60,572             | 30,424           | [ 8 ]  |
| 2007年（平成19年） | 61,165             | 30,822           | [ 9 ]  |
| 2008年（平成20年） | 61,098             | 30,786           | [ 10 ] |
| 2009年（平成21年） | 59,402             | 30,051           | [ 11 ] |
| 2010年（平成22年） | 58,806             | 29,653           | [ 12 ] |
| 2011年（平成23年） | 58,172             | 29,258           | [ 13 ] |
| 2012年（平成24年） | 57,711             | 29,121           | [ 14 ] |
| 2013年（平成25年） | 58,000             | 29,855           | [ 15 ] |
| 2014年（平成26年） | 58,434             | 29,642           | [ 16 ] |
| 2015年（平成27年） | 59,602             | 30,224           | [ 17 ] |
| 2016年（平成28年） | 58,599             | 29,777           | [ 18 ] |
| 2017年（平成29年） | 58,708             | 29,823           | [ 19 ] |
| 2018年（平成30年） | 58,465             | 29,668           | [ 20 ] |
| 2019年（令和元年） | 58,961             | 29,985           | [ 21 ] |
| 2020年（令和2年）  | 45,645             | 23,230           |        |

## 車站周邊
車站北側為狹長的商店街。車站南側於1978年經過都市開發後，塚口Sun Sun Town購物中心開始營運。
此站離伊丹市較近，北口可以搭乘伊丹市營公車。
另外，本站與西日本旅客鐵道（JR西日本）福知山線的塚口站直線距離約800公尺。

### 塚口Sun Sun Town
- 1號館
  - 塚口Sun Sun劇場
  - Daiei 塚口店
  - Minato塚口分店
  - 松屋電器塚口Daiei店
  - 未來屋書店塚口店
  - 尼崎市役所 阪急塚口服務中心
  - 尼崎信用金庫（只有ATM）
  - 郵貯銀行（同上）
  - Can Do Daiei 塚口店
- 2號館
  - 里索那銀行塚口支店
  - 兵庫縣紅十字會捐血中心尼崎分駐所
  - 兵庫縣旅券事務所 尼崎分駐所

### 其他
本站的周邊（特別是北口）銀行等金融機關密集。
- 園田學園女子大學
- 園田學園中學校・高等學校
- 兵庫縣立尼崎北高等學校
- Piccolo Theatre（兵庫縣立尼崎青少年創造劇場）
- 公立學校共濟組合、近畿中央醫院 - 搭乘伊丹市營公車約10分在「近畿中央病院前」公車站下車。
- 尼崎北警察署
- 尼崎市消防局 北消防署塚口分駐所
- 尼崎北郵局
  - 郵貯銀行尼崎店
- 尼崎塚口郵局
- 尼崎南塚口郵局
- JA銀行兵庫
- 尼崎信用金庫
- 池田泉州銀行
- 瑞穗銀行
- 三井住友銀行
- 三菱UFJ銀行
- 三井住友信託銀行
- IKARI超市本社
- Co-op Kobe塚口店
- Mister Donut塚口站前店

## 公車路線
南口有阪神巴士（公車轉運站的西側到北側）和阪急巴士（公車轉運站的東側），北口有伊丹市營巴士可搭乘。
標有*記號的班次為該路線的區間車。
標有☆記號的班次為只有平日營運的路線。
| 公車月台 | 路線號碼 | 行經地                                                                    | 目的地                                       | 營運公司          |
| -------- | -------- | ------------------------------------------------------------------------- | -------------------------------------------- | ----------------- |
| 1        | 13號     | 尾濱西口 - 尼崎綜合醫療中心 - 地方合同廳舍                                | 阪神尼崎                                     | 阪神巴士          |
| 1        | 13-2號☆  | 尾濱西口 - 尼崎綜合醫療中心正門前 - 地方合同廳舍                          | 阪神尼崎                                     | 阪神巴士          |
| 1        | AD2號    | 尾濱西口 - 尼崎綜合醫療中心正門前 - 地方合同廳舍、阪神尼崎 (北)、阪神大物 | 尼崎駕訓班前                                 | 阪神巴士          |
| 2        | 12號     | JR塚口、若王寺、近松公園、JR尼崎 (北)、工業高校                           | 阪神杭瀨 阪神巴士塚口營業所前* JR尼崎（北）* | 阪神巴士          |
| 2        | 21號     | JR塚口、若王寺、尼崎御園郵局前、競馬場                                    | 阪急園田                                     | 阪神巴士          |
| 2        | 21-2號☆  | JR塚口、若王寺、尼崎御園郵局前、競馬場、阪急園田 (南)                     | 戶之內                                       | 阪神巴士          |
| 3        | 14號     | 園田學園女子大學 - JR立花（上） - 市役所 - 昭和通8丁目                    | 阪神出屋敷                                   | 阪神巴士          |
| 3        | 30號     | 尼崎北小學校 - 立花分所 - JR立花（上） - Research Core前                  | 武庫川 JR立花（上）* Research Core前*        | 阪神巴士          |
| 3        | 31號     | 尼崎北小學校、栗山町2丁目、市役所、上下水道廳舍前、地方合同廳舍           | 阪神尼崎                                     | 阪神巴士          |
| 4        | 57號     | 阪神水道前 - 尾濱 - 運動中心                                              | 阪神尼崎                                     | 阪急巴士          |
| 4        | 58號     | 阪神水道前 - 尾濱 - 尼崎東警察署前                                        | JR尼崎（北）                                 | 阪神巴士 阪急巴士 |
| 5        | 57號     | TSUKASHIN前                                                               | 阪急巴士伊丹營業所                           | 阪急巴士          |

| 公車月台 | 系統 | 行經地           | 目的地           | 營運公司     |
| -------- | ---- | ---------------- | ---------------- | ------------ |
| 1        | 33   | 近畿中央醫院前   | JR伊丹           | 伊丹市交通局 |
| 1        | 34   | 近畿中央醫院前   | 阪急伊丹         | 伊丹市交通局 |
| 1        | 35   | 近畿中央醫院前   | 昆陽里           | 伊丹市交通局 |
| 1        | 41   | 近畿中央醫院前   | 山田             | 伊丹市交通局 |
| 1        | 43   | 佐佐原           | 山田             | 伊丹市交通局 |
| 1        | 60   | 池尻             | 三師團・交通局前 | 伊丹市交通局 |
| 1        | 61   | 近畿中央病院前   | 三師團・交通局前 | 伊丹市交通局 |
| 1        | 62   | 佐佐原           | 三師團・交通局前 | 伊丹市交通局 |
| 2        | 37   | 堀池口・阪急伊丹 | JR伊丹           | 伊丹市交通局 |
| 2        | 40   | 堀池口・市役所前 | 三師團・交通局前 | 伊丹市交通局 |

### 其他
- 競艇場Fan Bus
  - 往 尼崎競艇場（南口）
- GUNZE Town Center TSUKASHIN 接駁公車
  - 往 TSUKASHIN （南口）

## 相鄰車站
阪急電鐵
 神戶本線
■特急
通過
■通勤特急、■快速急行、■急行
十三（HK-03）－塚口（HK-06）－西宮北口（HK-08）
■準急（只往大阪梅田方向運行）
十三（HK-03） ← 塚口（HK-06） ← 門戶厄神（今津線）（HK-23）
■通勤急行（本站－三宮站間各站停車）
十三（HK-03）－塚口（HK-06）－武庫之莊（HK-07）
■普通
園田（HK-05）－塚口（HK-06）－武庫之莊（HK-07）
 伊丹線
塚口（HK-06）－稻野（HK-18）

## 外部連結
- 塚口 - 阪急電鐵